# Haid (Traunstein)
Haid war eine Ortschaft von Traunstein in Oberbayern. Der ehemalige Weiler ist heute im Kernort aufgegangen.

## Lage
Laut der Uraufnahme zwischen 1808 und 1864 lag die Bebauung östlich der heutigen Wasserburger Straße und östlich der heutigen Sudetenstraße.

## Geschichte

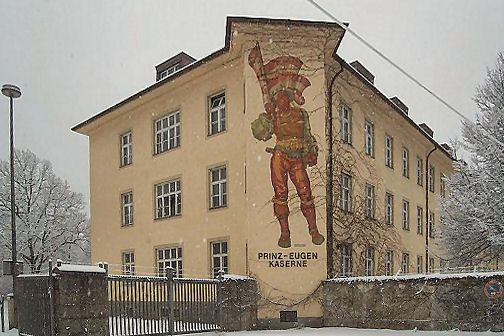
Gebäude der Prinz-Eugen-Kaserne

Die Bürgerschaft Traunsteins wurde bereits 1513 in vier Viertel, denen jeweils ein Hauptmann vorgesetzt wurde, eingeteilt. Haid wurde Teil des vierten Viertels, welches damals mit Haidt heißler am Haidt, womit Haid mit Empfing gemeint ist, bezeichnet wurde.

Die letztmalige Erwähnung in den Amtlichen Ortsverzeichnissen für Bayern  erfolgte in der Ausgabe von 1904 mit den Volkszählungsdaten von 1900.

Nachdem der Platz auf dem alten Gottesacker von 1639 im Zentrum der Stadt aufgrund des starken Bevölkerungsanstieges nicht mehr ausreichte, legte man 1908 den neuen Waldfriedhof in Haid an.

Am 6. Oktober 1912 wurde das neu erbaute Prinz-Ludwig-Heim, das erste Kaufmannserholungsheim im Königreich Bayern, in Haid nach zehn Monaten Bauzeit eingeweiht.

Im Oktober 1934 wurde mit dem Bau der Badenweiler-Kaserne der Wehrmacht in Haid begonnen. Die Bauzeit betrug ein Jahr. Nach dem Zweiten Weltkrieg diente die Kaserne als Lazarett, danach zur Unterbringung von Displaced Persons. Später bezogen auch Zuwanderer aus der DDR die Gebäude. Von 1957 bis 1997 nutzte die Bundeswehr die Kaserne. Sie wurde 1964 in Prinz-Eugen-Kaserne umbenannt und 2002 abgerissen. Heute befindet sich an ihrer Stelle ein Gewerbegebiet.

### Einwohnerentwicklung
| Jahr        | 1861 | 1871 | 1875 | 1885 | 1900 |
| ----------- | ---- | ---- | ---- | ---- | ---- |
| Einwohner   | 29   | 193  | 73   | 45   | 44   |
| Wohngebäude |      |      |      | 13   | 11   |